# Juscelinomys
Juscelinomys là một chi động vật có vú trong họ Cricetidae, bộ Gặm nhấm. Chi này được Moojen miêu tả năm 1965. Loài điển hình của chi này là Juscelinomys candango Moojen, 1965.

## Các loài
Chi này gồm các loài: